# Przybyszewo (Grande-Pologne)
Pour les articles homonymes, voir Przybyszewo.
Przybyszewo (prononciation : [pʂɨbɨˈʂɛvɔ]) est un village polonais de la gmina de Święciechowa dans le powiat de Leszno de la voïvodie de Grande-Pologne dans le centre-ouest de la Pologne.
Il se situe à environ 6 kilomètres au sud de Święciechowa (siège de la gmina), à 8 kilomètres au sud-ouest de Leszno (siège du powiat) et à 73 kilomètres au sud-ouest de Poznań (capitale régionale).
Le village possède une population de 410 habitants.

## Histoire
De 1975 à 1998, le village faisait partie du territoire de la voïvodie de Leszno.

Depuis 1999, Przybyszewo est situé dans la voïvodie de Grande-Pologne.